# Estação Edson Passos
Edson Passos é uma estação de trens da área metropolitana do Rio de Janeiro, localizada no município de Mesquita, no bairro Édson Passos. É uma das estações do ramal de Japeri.

## História

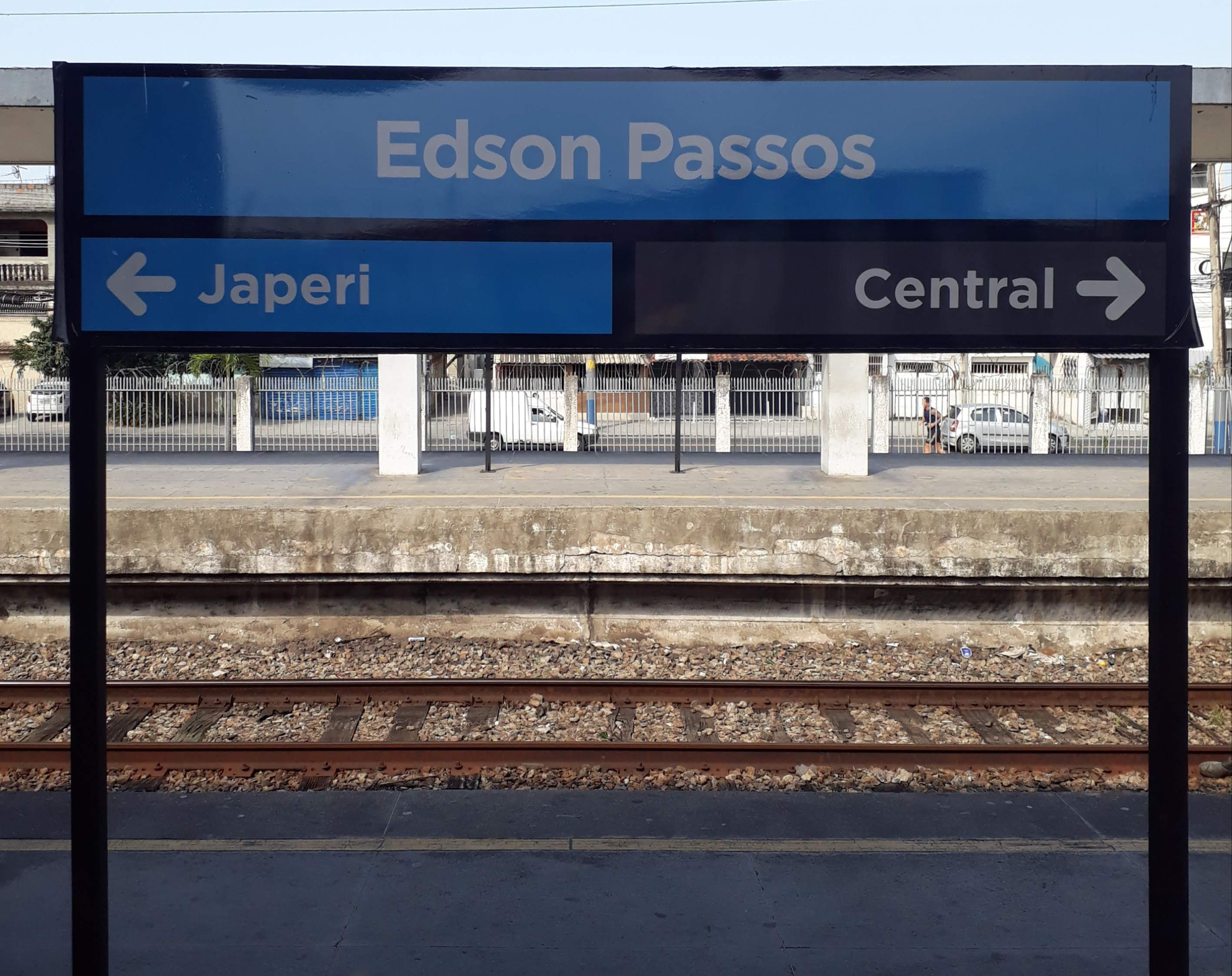
Placa Edson Passos

Foi criada originalmente para ser uma parada para o desembarque de bois já num curral. Do local seguiam para um matadouro. A localidade ainda é conhecida por Matadouro, na qual fica na divisa entre os municípios de Nilópolis e Mesquita. Estação de trem criada em 28 de dezembro de 1954, Edson Passos é uma das três estações ferroviárias do município de Mesquita, construída no lugar de uma antiga parada para desembarque de bois num curral que ali existia para mais tarde seguir para um matadouro. Por muito tempo dizia-se para quem descesse nessa estação: “Vai descer o boi!”.
O nome da estação é uma homenagem ao engenheiro Edison Junqueira Passos. Entre as obras mais famosas durante sua administração na Secretaria de Viação e Obras (1937 a 1945), ele construiu a Avenida Edison Passos, a Avenida Brasil, a abertura da Avenida Presidente Vargas e a urbanização e ajardinamento da Praia Vermelha e do Jardim de Alá.

## Plataformas
Plataforma 1A: Sentido Japeri

Plataforma 2B: Sentido Central do Brasil